# みかみてれん
みかみ てれんは、日本のライトノベル作家、漫画原作者。宮城県仙台市出身。
2014年、「小説家になろう」に連載していた『勇者イサギの魔王譚』が書籍化しデビュー。2018年には『父さんな、デスゲーム運営で食っているんだ』でカクヨム漫画原作小説コンテストを受賞する。2019年6月、「なにうじうじしているんですか、このいくじなし!」で第1回百合文芸小説コンテスト百合姫賞受賞。

## 経歴
- 2014年頃：古宮九時（藤村由紀）と合同で同人サークル「つらたにあ」を設立。
- 2015年5月：古宮がつらたにあから独立し個人サークル「memoriae」を設立。つらたにあは事実上みかみてれんの個人サークルとなる。
- 2016年：みかみがつらたにあから独立し個人サークル「てれたにあ」を設立。つらたにあが活動終了。

## 作品リスト

### 商業

#### 小説
- 勇者イサギの魔王譚（KADOKAWA　イラスト：荒川眞生　監修：桝田省治）2014年 - 、既刊3巻
- 恋をしたら死ぬとか、つらたんです！（KADOKAWA　イラスト：依存、松本テマリ）2014年
- 俺たちのクエスト クズカード無双で異世界成り上がり（カドカワBOOKS　イラスト：佐々木あかね）2016年 - 、既刊2巻
- 魔少女毒少女 リリスとサラの情炎行（KADOKAWA　イラスト：夜汽車　監修：桝田省治）2016年 - 、既刊1巻
- 滅びゆく世界を救うために必要な俺以外の主人公の数を求めよ（角川スニーカー文庫　イラスト：森倉円）2016年 - 、既刊2巻
- マジメな妹萌えブタが英雄でモテて神対応されるファンタジア（角川スニーカー文庫　イラスト：パルプヒロシ）2017年
- 父さんな、デスゲーム運営で食っているんだ（ノベルゼロ　イラスト：いなほ咲貴）2018年
- プラネット・ウィズ（KADOKAWA　原作：水上悟志、BNA、JC）2018年、全2巻
- 勇者の君ともう一度ここから。（LINE文庫エッジ　イラスト：えいひ）2019年
- 女同士とかありえないでしょと言い張る女の子を、百日間で徹底的に落とす百合のお話（GA文庫　イラスト：雪子）2020年 - 、既刊8巻
- わたしが恋人になれるわけないじゃん、ムリムリ!（※ムリじゃなかった!?）（ダッシュエックス文庫　イラスト：竹嶋えく）2020年 - 、既刊8巻
- 百合に挟まれてる女って、罪ですか？（電撃文庫　イラスト：べにしゃけ）2020年
- ラブライブ！ 蓮ノ空女学院スクールアイドルクラブ 102期活動記録 〜Shades of Stars〜（バンダイナムコフィルムワークス　イラスト：千種みのり）2025年

#### 未書籍化作品

##### 連載中
- 私のシスター・ラビリンス（『電撃G's magazine』2020年4月号 -  キャラクターデザイン・挿絵：Tam-U　企画：電撃G's magazine） - 原案も兼任

#### 漫画原作
- JK小説家っぽい！（『コミックキューン』、作画：九郎）2016年 - 2017年、全2巻
- 父さんな、デスゲーム運営で食っているんだ（『月刊少年エース』、作画：いなほ咲貴）2018年 - 2019年、全2巻
- おとめバレ（『コミックキューン』2018年4月号[3] - 2021年8月号[4]、作画：ろうか）2018年 - 2021年、全6巻
- もし、恋が見えたなら（『少年エースplus』、作画：七路ゆうき）2020年 - 2022年、全3巻
- わたしが恋人になれるわけないじゃん、ムリムリ!（※ムリじゃなかった!?）（『水曜日はまったりダッシュエックスコミック』、作画：むっしゅ）2020年 - 、既刊6巻
- 女同士とかありえないでしょと言い張る女の子を、百日間で徹底的に落とす百合のお話（『マンガUP!』、作画：かやこ）2020年 - 2022年、全3巻[5]
- ブラック・ブラック・ロータス（『コミック電撃だいおうじ』VOL.118[6] - VOL.135[7]、作画：おぎしろ）2023年 - 2024年、全3巻

#### ゲーム
- Link!Like!ラブライブ!（2023年4月15日、iOS / Android） - メインシナリオ[8]

#### アニメ
- マーダーミステリー・オブ・ザ・デッド（2024年11月 - 12月） - 脚本

### 同人

#### 小説
- 女同士とかありえないでしょと言い張る女の子を、百日間で徹底的に落とす百合のお話（みかみてれん文庫　イラスト：雪子）2018年 - 2020年、全4巻

## 人物
みかみてれんは、デビュー前に約10年間にわたり小説賞に応募し続けていた「ワナビ」の時代があり、この期間に多くの作品を読み、執筆技術を磨いてきたという。昔から百合ジャンルを読んだり書いたりすることが好きだったが、執筆活動においては、十何年と封印することもあったという。今野緒雪の『マリア様がみてる』シリーズに大きな影響を受けたと語っており、みかみてれんが百合ジャンルの作品を自ら執筆するきっかけになったと語っている。
みかみてれんは、eスポーツ観戦、特に「ストリートファイターV」の観戦が趣味で、彼女は自身のnoteでこの趣味について詳しく語っている。